# 塩基性酸化物
塩基性酸化物(えんきせいさんかぶつ、Basic oxide)とは、水と反応して塩基を生じる、または酸と反応して塩を生じる金属元素の酸化物である。

## 例
酸化カルシウムは水と反応させると水酸化カルシウムが生じ、塩酸と反応させると塩化カルシウムが生じる。
CaO + H2O → Ca(OH)2
CaO + 2HCl → CaCl2 + H2O
酸化ナトリウムは水と反応させると水酸化ナトリウムが生じ、塩酸と反応させると塩化ナトリウムが生じる。
Na2O + H2O → 2NaOH
Na2O + 2HCl → 2NaCl + H2O
酸化銅(II)は硝酸と反応させると硝酸銅(II)が生じる。
CuO + 2HNO3 → Cu(NO3)2 + H2O